# Centaurea diomedea
Centaurea diomedea là một loài thực vật có hoa trong họ Cúc. Loài này được Gasp. mô tả khoa học đầu tiên.